# Dichromia amica
Dichromia amica är en fjärilsart som beskrevs av Butler 1878. Dichromia amica ingår i släktet Dichromia och familjen nattflyn. Inga underarter finns listade i Catalogue of Life.